# Miranda Peaks
Miranda Peaks är en bergstopp i Antarktis. Den ligger i Västantarktis. Argentina, Chile och Storbritannien gör anspråk på området. Toppen på Miranda Peaks är 587 meter över havet.
Terrängen runt Miranda Peaks är kuperad åt sydost, men åt nordväst är den platt. Terrängen runt Miranda Peaks sluttar brant österut. Trakten är obefolkad. Det finns inga samhällen i närheten.